# Милена из Прага
„Милена из Прага” је југословенски ТВ филм из 1994. године. Режирао га је Слободан Радовић а сценарио је написала Олга Савић.

## Улоге
| Глумац               | Улога                        |
| -------------------- | ---------------------------- |
| Мирјана Вукојчић     | Милена Јесенска              |
| Маја Димитријевић    | Маргарета Бубер Нојман       |
| Марица Вулетић       | Милена Јесенска, као девојка |
| Слободан Бештић      | Франц Кафка                  |
| Бојана Зечевић       | Лота                         |
| Стево Жигон          | СС официр                    |
| Власта Велисављевић  | Руски официр                 |
| Родољуб Ћуковић      |                              |
| Далибор Делибашић    | Јаромир Крејцар              |
| Небојша Манић        |                              |
| Александра Мишић     |                              |
| Венцислав Несторовић |                              |
| Светозар Смиљић      |                              |
| Влада Васић          |                              |